# USS Noa (DD-343)
Za druga plovila z istim imenom glejte USS Noa.
USS Noa (DD-343) je bil rušilec razreda Clemson v sestavi Vojne mornarice Združenih držav Amerike.
Rušilec je bil poimenovan po ameriškemu pomorskemu častniku Davidu Bernardu Lovemanu Noaju.

## Zgodovina
Rušilec se je potopil 12. septembra 1944, potem ko je trčil s USS Fullam (DD-474); kljub poskusom reševanja niso uspeli in je ladja potopila.
Za zasluge med drugo svetovno vojno je bil rušilec odlikovan s petimi bojnimi zvezdami.